# Reynaldo Jardim
Reynaldo Jardim Silveira (São Paulo, 13 de dezembro de 1926 – Brasília, 1º de fevereiro de 2011) foi um jornalista e poeta brasileiro.

## Biografia
Jardim nasceu em uma família humilde de quatro filhos na cidade de São Paulo. Seus pais esforçaram-se muito para fazer os filhos estudarem no Liceu de Artes e Ofícios, escola tradicional, e só pôde estudar jornalismo porque conseguiu uma bolsa na primeira turma de jornalismo da Pontifícia Universidade Católica de São Paulo (PUC-SP).
Ao se formar, mudou-se para o Rio de Janeiro, onde se casou com Edelweiss, com quem teve dois filhos: Joaquim Jardim e Teresa Jardim. Foi redator das revistas O Cruzeiro e Manchete. No Rio, exerceu cargos de chefia na Rádio Clube do Brasil, na Rádio Mauá, na Rádio Globo e na Rádio Nacional; em São Paulo, na Rádio Excelsior.
Participou, nos anos 50, da reforma do Jornal do Brasil[carece de fontes?], criando o Caderno de Domingo, o Caderno B e o Suplemento Dominical — por onde passariam nomes como Oliveira Bastos, José Ramos Tinhorão e Mário Faustino.
Em 1962 assumiu a Diretoria da revista Senhor, sucedendo a Odylo Costa Filho.
Em 1964, obrigado a deixar o Jornal do Brasil, devido ao Golpe Militar, Reynaldo Jardim assumiu a diretoria  do telejornalismo da recém-inaugurada TV Globo. Em 1967, criou o jornal-escola O Sol. Em 1968, manteve um quadro diário no Jornal de Vanguarda, exibido pela TV Rio, no qual comentava em versos, ao vivo, um acontecimento do dia.
Realizou reformas gráfico-editoriais em jornais como A Crítica (Manaus), O Liberal (Belém), Gazeta do Povo (Curitiba), Jornal de Brasília e Diário da Manhã (Goiânia).
Viúvo do primeiro casamento, casou-se com a jornalista Elaina Maria Daher, com quem teve três filhos (Rafael, Gabriel e Micael) e se mudou para Brasília em 1988. Lá, ocupou importantes cargos como de Editor do Caderno Aparte, do Correio Braziliense, Diretor da Fundação Cultural de Brasília, Assessor do Ministério da Justiça, Assessor Cultural do Governo do Distrito Federal.
Reynaldo Jardim manteve coluna diária de poesia de 2004 a 2006 no Caderno B do Jornal do Brasil.
Morreu aos 84 anos, de complicações causadas por aneurisma na artéria aorta abdominal. Estava internado no Hospital do Coração de Brasília..

## Prêmios e homenagens
Foi homenageado Cidadão honorário de Brasília no Teatro Nacional. Na véspera do seu aniversário de 80 anos de idade.
Ganhou um prêmio Jabuti na categoria poesia em 2010, graças ao livro Sangradas Escrituras. A obra, de 1.200 páginas, resume 64 anos de carreira.
Em 2011, Foi relançado o seu livro Maria Bethânia Guerreira Guerrilha. Ocasião na qual houve homenagem e declamação de poemas do artista pela cantora.
Em 13 de dezembro de 2011, data de seu nascimento, houve homenagem ao poeta na Biblioteca Demonstrativa de Brasília, órgão do qual foi diretor.